# Бай, Хенри
Хенри Бай (нидерл. Henri Baay (Baaij); 19 сентября 1900, Амстердам — 31 мая 1943) — нидерландский футболист, защитник. Провёл 2 матча за сборную Нидерландов.

## Биография
Родился 19 сентября 1900 года в Амстердаме, на профессиональном уровне выступал два сезона на позиции правого защитника за «Харлем». По ходу второго сезона, в матче против амстердамского «Де Спартана» Хенри получил серьезную травму из-за которой был вынужден завершить карьеру футболиста.
Во время Второй мировой войны был солдатом Королевской голландской ост-индской армии. Был взят в плен японскими войсками и отправлен в лагерь в Таиланде на работы по строительству бирманской железной дороги. 31 мая 1943 года скончался от дизентерии, был похоронен на военном кладбище Канчанабури.

## Международная карьера
28 марта 1921 года в товарищеском матче против сборной Швейцарии Хенри дебютировал за сборную Нидерландов.
| Матчи Байа за сборную Нидерландов | Матчи Байа за сборную Нидерландов | Матчи Байа за сборную Нидерландов | Матчи Байа за сборную Нидерландов | Матчи Байа за сборную Нидерландов | Матчи Байа за сборную Нидерландов |
| --------------------------------- | --------------------------------- | --------------------------------- | --------------------------------- | --------------------------------- | --------------------------------- |
| №                                 | Дата                              | Соперник                          | Счёт                              | Голы                              | Соревнование                      |
| 1                                 | 28 марта 1921                     | Швейцария                         | 2:0                               | —                                 | Товарищеский матч                 |
| 2                                 | 8 мая 1921                        | Италия                            | 2:2                               | —                                 | Товарищеский матч                 |